# Feel fine!
Feel fine! – dwunasty singel japońskiej piosenkarki Mai Kuraki, wydany 24 kwietnia 2002 roku. Osiągnął 2 pozycję w rankingu Oricon i pozostał na liście przez 15 tygodni, sprzedał się w nakładzie 451 500 egzemplarzy. Singel zdobył status podwójnej platynowej płyty.

## Lista utworów
| Nr | Tytuł                                               | Słowa                     | Kompozycja       | Aranżacja        | Czas |
| -- | --------------------------------------------------- | ------------------------- | ---------------- | ---------------- | ---- |
| 1. | "Feel fine!"                                        | Mai Kuraki                | Akihito Tokunaga | Akihito Tokunaga | 4:50 |
| 2. | "Rescue Me"                                         | Mai Kuraki, YOKO B. Stone | YOKO B. Stone    | YOKO B. Stone    | 4:26 |
| 3. | "Mai-K Dub Edition ~K.F.A. Discotheque Master Mix~" |                           |                  |                  | 5:04 |
| 4. | "Feel fine! ~Instrumental~"                         |                           | Akihito Tokunaga | Akihito Tokunaga | 4:50 |

## Notowania
| Lista                       | Pozycja |
| --------------------------- | ------- |
| Oricon Daily Singles Chart  | 1       |
| Oricon Weekly Singles Chart | 2       |
| Oricon Yearly Singles Chart | 16      |